# Eunice tibiana
Eunice tibiana är en ringmaskart som först beskrevs av Pourtales 1967.  Eunice tibiana ingår i släktet Eunice och familjen Eunicidae.
Artens utbredningsområde är Mexikanska golfen. Inga underarter finns listade i Catalogue of Life.